# Torrejón Basketball Academy
Torrejón Basketball Academy (fundada en 2001, tras una fusión de los clubes CDE Torrejón Sport, y Club Amigos del Baloncesto Torrejón) es una organización deportiva dedicada a la práctica y especialización en el baloncesto, ubicada en la ciudad de Torrejón de Ardoz, Comunidad de Madrid, España. 
En la actualidad, participan a nivel de competencia en distintas categorías formativas a nivel regional y nacional. Su equipo sénior participa en la liga Primera Nacional, de la Federación Española de Baloncesto.

## La Academia
La institución hace vida en las instalaciones del Complejo Polideportivo Joaquín Blume, a 20 kilómetros del centro de Madrid, y en el sur de la ciudad de Torrejón de Ardoz, en alianza con el Ayuntamiento de la localidad . Desde su fundación, ha sido una de las más exitosas instituciones de baloncesto en el área de Madrid, al formar jugadores profesionales ACB, LEB Oro, LEB Plata, Liga EBA y en distintos países del mundo, así como exportador de talentos a la ruta colegial estadounidense, en la NCAA y diversas categorías.
Tras la creación de la Escuela TBS, para la inserción de los más chicos en el basketball, hay un plantel de alrededor de 250 chicos de distinta edad. En total, con 20 equipos conformados, la academia promueve valores mediante la práctica del baloncesto como lo son la amistad, la cultura del esfuerzo, la inclusión y la formación para construir seres integrales que compaginen la disciplina deportiva junto a los estudios académicos. A lo largo de los años, jugadores de Argentina, Brasil, Bolivia, Colombia, Venezuela, Gambia, Malí, Senegal, España, Italia, Macedonia, Montenegro, Serbia y demás nacionalidades han representado los colores de Torrejón Basket.

## Jugadores Notables
- Santiago Yusta - Casademont Zaragoza
- Moussa Diagne - UCAM Murcia
- Edu Durán - UCAM Murcia
- Milić Starovlah - KK Budućnost VOLI
- Pape Badji - Brussels Basketball
- Kingsley Obiekwe - HLA Alicante
- Gegê Chaia - Corinthians
- Iván Aurrecoechea - Covirán Granada
- Maodo Nguirane - Casademont Zaragoza
- Gaston Diedhiou - Minnesota Golden Gophers
- Jhan Paul Mejía - Cal State Fullerton Titans
- Miguel Dicent - Morehead State Eagles
- Seny N'Diaye - West Virginia Mountaineers

## Distinciones
- Campeonatos de España (Fase Ascenso LEB Plata, 2010, 2011)
- Júnior (Sexta Posición, 2012)
- Sector (Campeonato de España, 2009)
- Sector, Cadete (Campeonato de España, 2005)
- Sector, Infantil (Campeonato de España, 2003, 2005)

- Campeonatos Internacionales

- Cholet Mondial Basketball (2006, 2007, 2009, 2010, 2011, 2012, 2013)
  - Campeón - 2009
  - Subcampeón - 2011
  - Tercer Puesto - 2012
- Tournoi International Eurochallenge Junior
- Tournoi La Roche Sur Yon (2006, 2011, 2012)
- Torneo Oporto, Cadete (2005) - Campeón - 2005